# Cofrentes

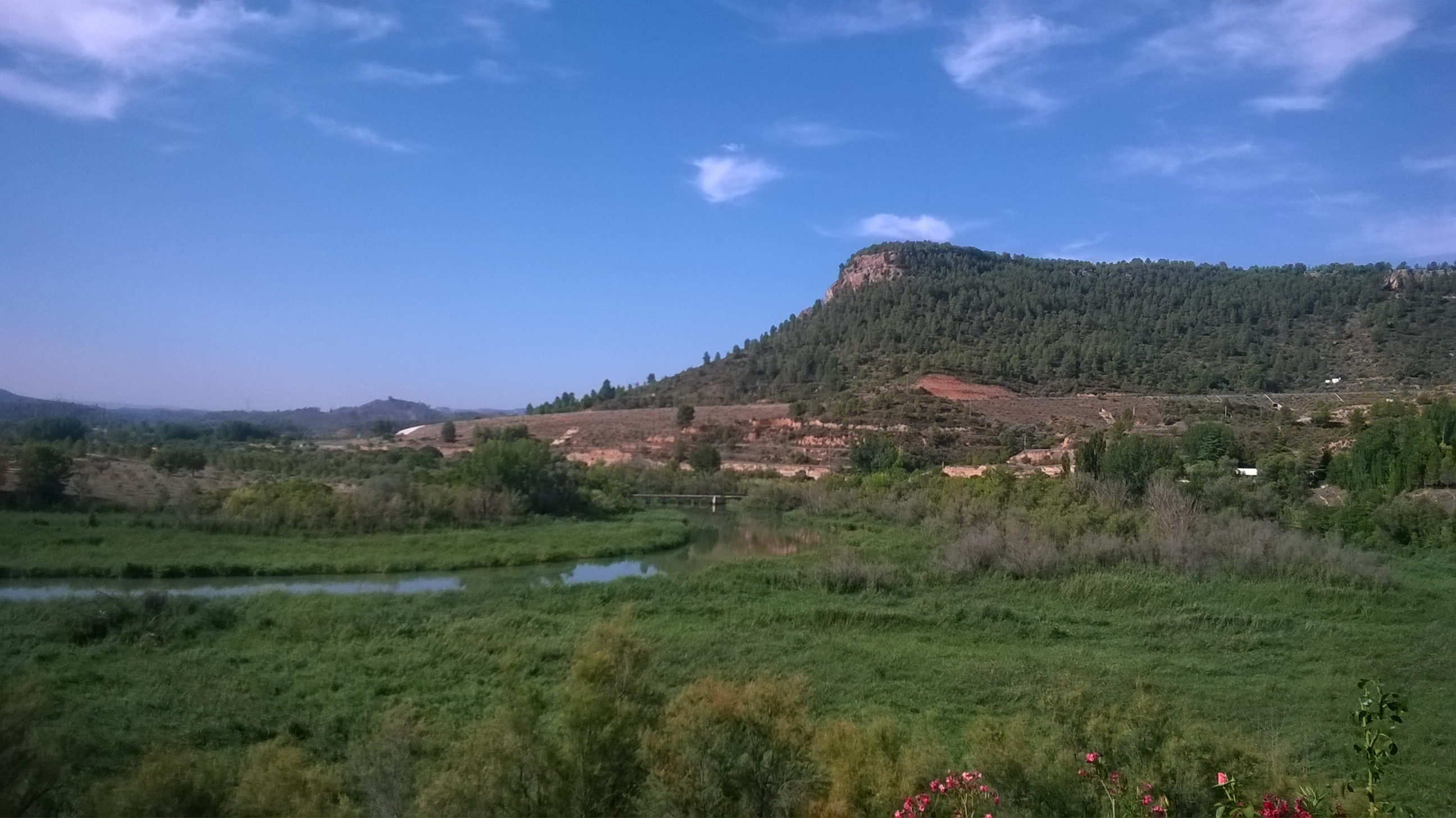
Paisagem de Cofrentes

Cofrentes (em castelhano e oficialmente) ou Cofrents (em valenciano) é um município da Espanha na província de Valência, Comunidade Valenciana. Tem 103,2 km² de área e em 2021 tinha 1 122 habitantes (densidade: 10,9 hab./km²).

## Demografia
| Variação demográfica do município entre 1991 e 2004 | Variação demográfica do município entre 1991 e 2004 | Variação demográfica do município entre 1991 e 2004 | Variação demográfica do município entre 1991 e 2004 |
| --------------------------------------------------- | --------------------------------------------------- | --------------------------------------------------- | --------------------------------------------------- |
| 1991                                                | 1996                                                | 2001                                                | 2004                                                |
| 859                                                 | 1007                                                | 967                                                 | 948                                                 |